# La Menace (album)
Pour les articles homonymes, voir La Menace.
Albums de Angelo Branduardi
Si puo fare
(1992) Futuro antico
(1996)
La Menace est un album de musique interprété par Angelo Branduardi.

## L'album
Il s'agit de la version française de l'album italien Domenica e lunedì sorti en 1994. L'album s'ouvre sur un morceau inédit qui n'existe que sur la version française. Le troisième titre, Fou de love, chanté dans un mélange de langues anciennes, est identique sur les versions originale et française. Cet album est, en 2019, le dernier opus d'Angelo Branduardi intégralement composé de nouvelles chansons en français.

## Liste des titres
- Bienvenue
- Le Sherpa
- Fou de love
- Jeanne, la Jeanne
- Toutes les lunes
- La Menace
- Chaloupe vide
- Caminando, caminando
- Triomphe de la douce violence
- Les Limbes
- Ophélie, douce ennemie
- Angle de ciel

Paroles : Étienne Roda-Gil (sauf Fou de love : Pasquale Panella) / Musique : Angelo Branduardi

## Musiciens
- Ellade Bandini : batterie
- Andrea Braido : guitare électrique
- Angelo Branduardi : guitare, violon
- Gigi Cappellotto : basse
- Gianpaolo Casati : trompette
- Emanuele Cisi : saxophone
- Maurizio Fabrizio : guitares, piano, claviers, batterie
- Claudio Guidetti : guitares, basse, claviers, programmation
- Pippo Lamberti : piano électrique
- Massimo Luca : guitare, dobro
- Pino Perri : pedal steel guitar